# Шумский, Геннадий Вячеславович
Геннадий Вячеславович Шумский — советский и российский актёр кино, режиссер, сценарист. 
Известен по роли Ивана Петровича Белкина из фильма «Станционный смотритель».

## Биография
Родился 23 сентября 1948 года в Москве. Отец — советский кинооператор, народный артист РСФСР Вячеслав Михайлович Шумский. Мать — известная актриса, народная артистка РСФСР Людмила Александровна Шагалова. 
В 1973 году окончил режиссёрский факультет Всесоюзного государственного института кинематографии (курс Е. Дзигана).
В 1972 году, будучи ассистентом режиссëра Сергея Соловьëва, снялся в одной из главных ролей Ивана Петровича Белкина фильма «Станционный смотритель».
С 1973 года является режиссëром киностудии Мосфильм. 

### Личная жизнь
Женат на переводчице Ольге Вронской. 
Дети:
- Фëдор Шумский (род. 1975) — художник.
- Иван Шумский (род. 1978) — художник, искусствовед. Женат на Людмиле Шумской, историке и искусствов еде.

Внуки:
- Мария Шумская (род. 2002)
- Евгения Шумская (род. 2005)
- Николай Шумский (род. 2008).

## Фильмография
| 1972 | Станционный смотритель                      |           |           | зелёная ✓ | зелёная ✓ | Иван Петрович Белкин, рассказчик |
| 1973 | Тот, кто меня спас (короткометражный фильм) | зелёная ✓ |           |           |           |                                  |
| 1976 | Развлечение для старичков                   |           |           |           | зелёная ✓ | Гена                             |
| 1976 | Голубой портрет                             | зелёная ✓ |           |           |           |                                  |
| 1979 | Прилетал марсианин в осеннюю ночь           | зелёная ✓ |           |           |           |                                  |
| 1985 | И на камнях растут деревья                  |           | зелёная ✓ |           |           |                                  |
| 1990 | Облава на одичавших собак                   |           |           |           | зелёная ✓ |                                  |
| 1990 | Золотая шпага (фильм)                       | зелёная ✓ | зелёная ✓ |           |           |                                  |

## Награды
- 1991 — гран-при второго Каирского международного фестиваля детских фильмов за фильм «Золотая шпага»[6].